# Ursula Voigtlaender

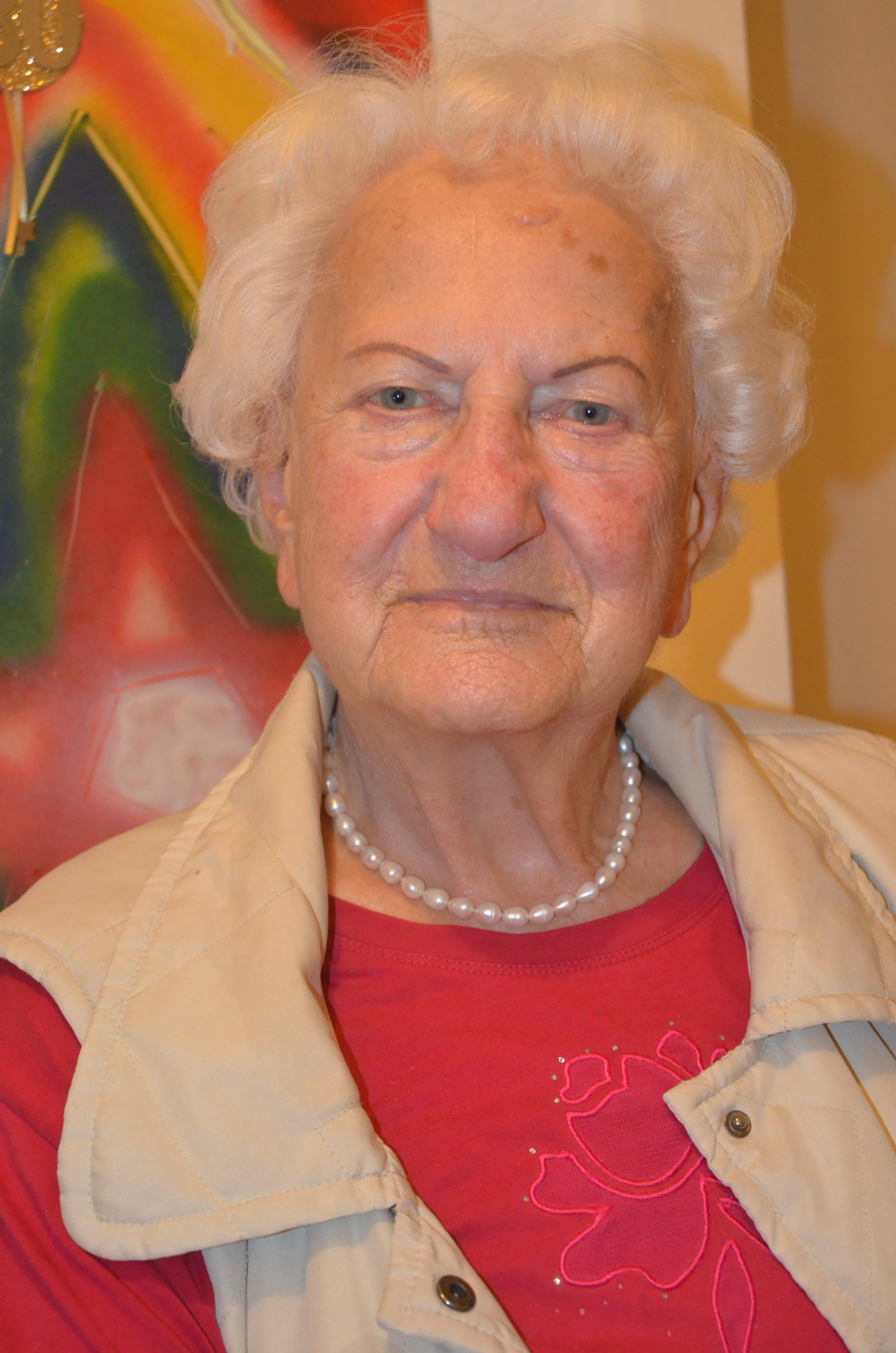
Ursula Voigtlaender, 2018

Ursula Voigtlaender (* 23. Februar 1922 in Hannover) ist eine deutsche Künstlerin, Malerin und Kunsterzieherin.

## Leben
Die noch während der Weimarer Republik geborene Ursula Voigtlaender beschickte bereits seit der Nachkriegszeit ab 1948 Einzelausstellungen und beteiligte sich an Gruppenausstellungen im In- und Ausland wie etwa die 54. Herbstausstellung niedersächsischer Künstler im Kunstverein Hannover.
Nach ihrem Abitur ging sie nach Berlin zum Studium an der Hochschule für Kunsterziehung im Berliner Stadtteil Schöneberg. 1954 nahm sie ein Reisestipendium der Stadt Hannover wahr. Studienreisen führten sie in Westeuropa nach Italien, Frankreich, Spanien, Portugal und England.
Voigtlaenders bevorzugte Themen sind Porträts, Landschaften und figürliche Kompositionen in gegenständlicher Auffassung.
1979 unterhielt sie Wohnung und Atelier unter der Adresse Spielhagenstraße 8 im hannoverschen Stadtteil Südstadt. Ursula Voigtlaender ist Mitglied der GEDOK NiedersachsenHannover.

## Werke
Arbeiten Voigtlaenders finden sich beispielsweise
- im öffentlichen Besitz als Ölgemälde im Neuen Rathaus der niedersächsischen Landeshauptstadt[6]